# Vene cerebrale superficiale
Venele cerebrale superficiale sunt un grup de vene cerebrale de la nivelul capului. 
Acest grup include venele cerebrale superioare, vena cerebrală superficială medie, venele cerebrale inferioare, vena anastomozată inferioară și vena anastomozată superioară. 